# Хвощ лесной
Хвощ лесно́й (лат. Equisétum sylváticum) — вид многолетних травянистых растений рода Хвощ (Equisetum) семейства Хвощовые (Equisetaceae).

## Ботаническое описание

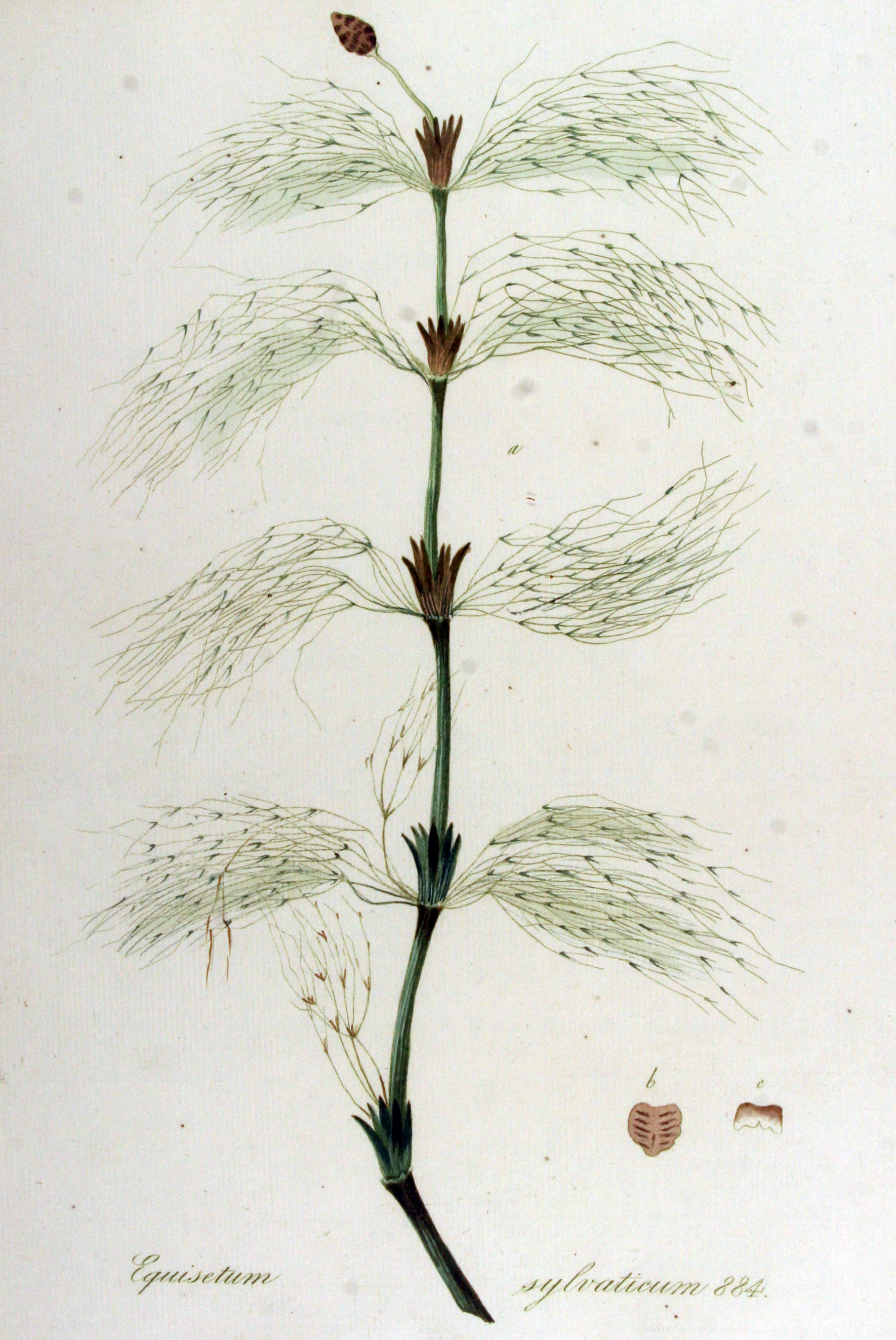

Многолетнее растение до 50 см высотой. Корневища короткие, чёрно-бурые.
Весенние спороносные побеги простые с рыжевато-бурыми мутовками, после спороношения становятся неотличимы от вегетативных. Вегетативные побеги обычно 15—40 см высотой и 1,5—4 мм в диаметре. Дифференцированы на стебли и всегда ветвистые боковые побеги. Число, длина, густота и направление роста веточек сильно варьируют. Эпидермис стеблей покрыт шипиками.
Листовые зубцы на стебле собраны в мутовки по 6—12, как правило, срастаются по два—три до самой вершины в три—шесть лопастей. Листовые зубцы на веточках по три—четыре в мутовке.
Колоски 20—30, иногда до 40 мм длиной, почти цилиндрические.

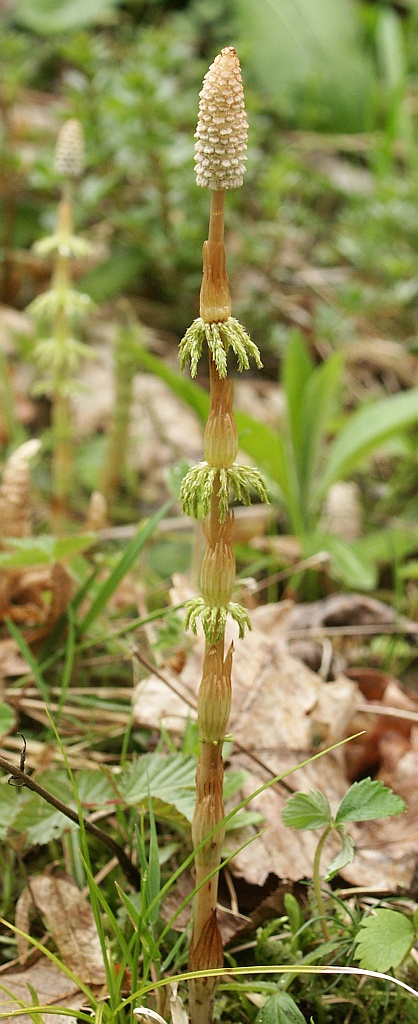
Спороносный побег хвоща лесного весной

## Распространение и экология
Произрастает в лесах, кустарниковых зарослях, тундрах, на опушках, берегах водоёмов, болотах.
Распространён на территориях российского Дальнего Востока, Европейской части СНГ, Кавказе, Западной и Восточной Сибири, Средней Азии, Скандинавии, Атлантической и Средней Европе, Монголии, в Японо-Китайском районе, в Северной Америке.

## Химический состав
В растении обнаружены углеводы и родственные им соединения (галактоза, глюкоза, манноза, арабиноза, ксилоза, галактуроновые кислоты), каротиноиды (в том числе α-каротин, β- каротин, γ-каротин), лигнин, флавоноиды (в том числе кемпферол, кверцетин, госсипитрин, рутин).
Трава содержит 8 мг % каротина.

## Значение и применение
Применяется как мочегонное и вяжущее средство в народной медицине; можно использовать для окрашивания тканей.
Надземная часть применяется как диуретическое, гемостатическое, противосудорожное, при ревматизме, подагре, энтероколитах, гематурии, при гонорее, туберкулёзе лёгких, болезнях печени, почек, асците, эпилепсии; наружно в виде порошка — как ранозаживляющее, гемостатическое.
Молодые спороносные побеги пригодны в пищу.
Сведения о поедаемости сельскохозяйственными животными противоречивы.
Хорошо поедается северным оленем (Rangifer tarandus Linnaeus) в начальных фазах вегетации и до первых сильных осенних заморозков. После заморозков высыхает и поедается неохотно, засохшие части изредка поедаются из-под снега. Пятнистым оленем (Cervus nippon) только верхушки весной и ранним летом и то плохо. Служит кормом для многих промысловых зверей и птиц. Любимый и главный корм глухаря (Tetrao urogallus). Поедается тетеревом (Lyrurus tetrix), рябчиком (Tetrastes bonasia), обыкновенным бобром (Castor fiber), зайцем. Один из основных весенне-летних кормов европейского лося (Alces alces Linnaeus).